# ماورو أباريسيدو دوس سانتوس
ماورو أباريسيدو دوس سانتوس (9 نوفمبر 1954 - 11 مارس 2021) رجل دين كاثوليكي برازيلي ورئيس أساقفة مدينة كاسكافيل.

## الحياة المهنية
تخصص ماورو أباريسيدو في الفلسفة واللاهوت في جاكاريزنهو. في 13 أيار 1984 تمت رسامته الكهنوتية في نفس البلدية. بين 11 يناير 1992 و31 يناير 1997 خدم دوس سانتوس ككاهن أبرشية في سانتا تيريزينها دو مينينو جيسوس باريش في بانديرانتس. بين 2 فبراير 1995 و31 يوليو 1998 كان نائبًا عامًا لأبرشية جاكاريزينيو. في 2 فبراير 1997 أصبح راعيًا لكاتدرائية الحبل بلا دنس في أبرشية جاكاريزينيو.
تمت رسامته الأسقفية في 14 أغسطس 1998 في جاكاريزينيو. في 30 أغسطس تولى دوس سانتوس منصبه باعتباره الأسقف الثالث لأبرشية كامبو موراو.
كان المدير الرسولي لأبرشية أومواراما في الفترة ما بين 9 مايو 2002 و13 ديسمبر 2002.
في 31 أكتوبر 2007 تم تعيين دوس سانتوس رئيس أساقفة كاسكافيل وتولى منصبه في 25 يناير 2008.
في 11 مارس 2021 توفي ماورو من مضاعفات كوفيد 19 خلال الجائحة في البرازيل.